# Dreibein (Waffe)
In der Waffentechnik ist ein Dreibein oder Dreibeinlafette eine dreibeinige Lafette. Es dient dazu das Gewicht der Waffe zu tragen, den Rückstoß zu absorbieren und beim Zielen und Feuern eine stabile Position der Waffe beizubehalten, um damit die Treffsicherheit zu erhöhen. Die Waffe kann dabei sowohl horizontal als auch vertikal geschwenkt werden. Unerwünschte Einflüsse des Schützen auf die Ausrichtung der Waffe, zum Beispiel durch Atmen oder Zittern, werden durch Verwendung eines Dreibeins verringert. Der Schütze braucht nur wenig bis keine Kraft aufzuwenden, um die Waffe stabil zu halten. Ein Dreibein ist in der Regel höhenverstellbar. Die Beine sind meistens klappbar, womit es transportabler wird. An einigen Dreibeinen kann ein Winkelzielfernrohr montiert werden, um aus einer Deckung heraus zu feuern. Einige Dreibeine, z. B. die der schweren Maschinengewehre DSchK, Typ 77 und Typ W-85, können sowohl für den Erdkampf als auch zur Flugabwehr (Fla-Dreibein) eingesetzt werden. Am Dreibein des DSchaK kann ohne Werkzeug eine Radachse mit Rädern montiert werden. Wenn die Beine dann zusammen nach hinten geklappt werden, wird es zur Radlafette, womit es von Personen, Maultieren oder von Fahrzeugen gezogen werden kann. In diesem Zustand hat die Lafette einen Sitz für den Schützen. Dreibeine machen eine Waffe schwerer und sperriger. Sie werden hauptsächlich für Maschinengewehre, Maschinengranatwerfer, rückstoßfreie Geschütze und Panzerabwehrlenkwaffen verwendet.

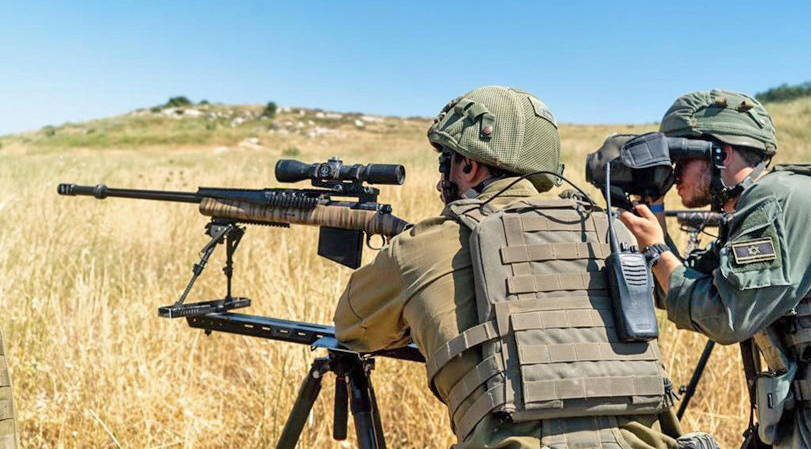
Scharfschützengewehr auf einem tactical sniper bench
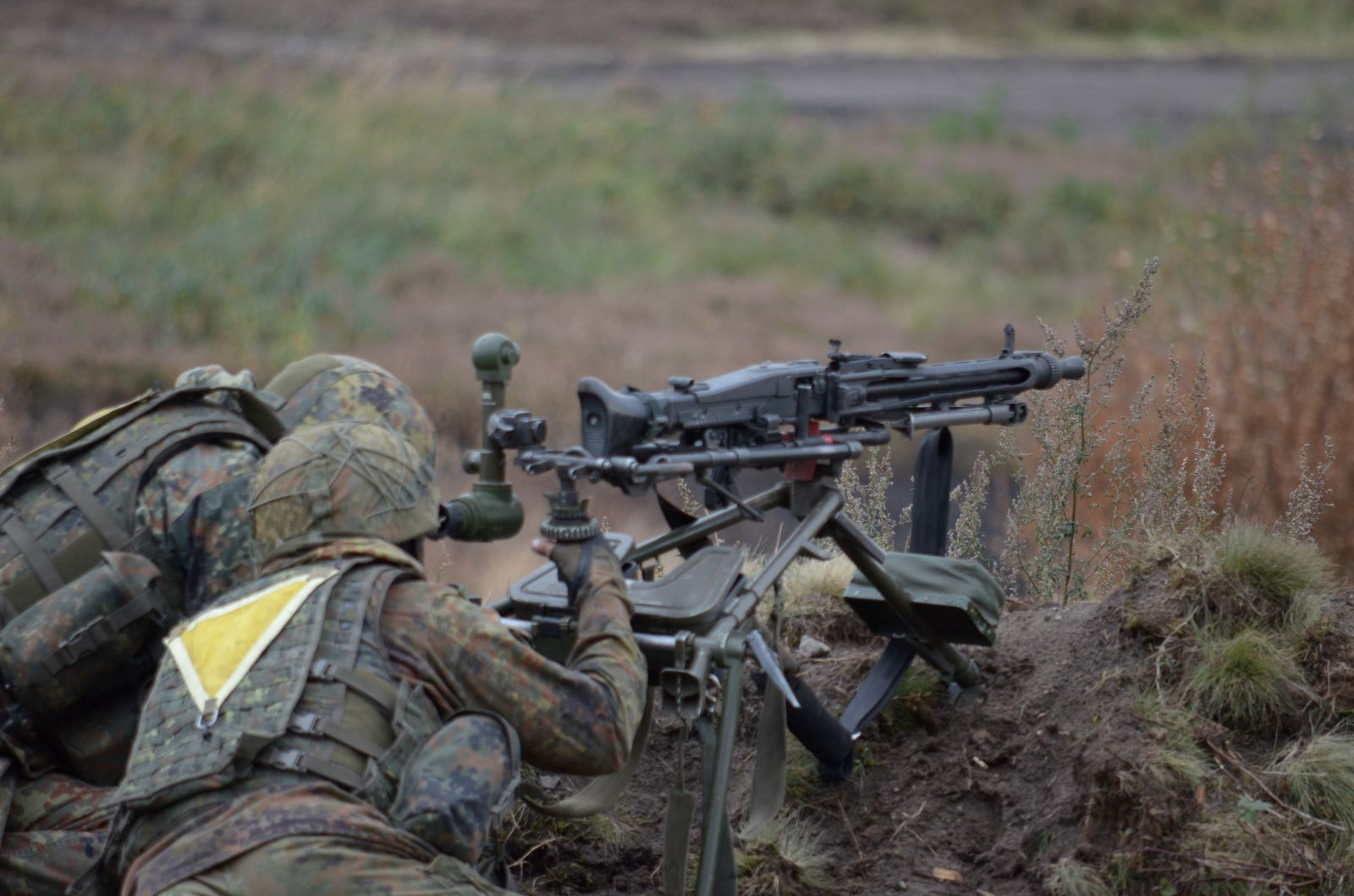
MG3 auf Dreibein mit Winkelzielfernrohr, zusätzlich mit Schultergurten und Polster zum Transport auf dem Rücken
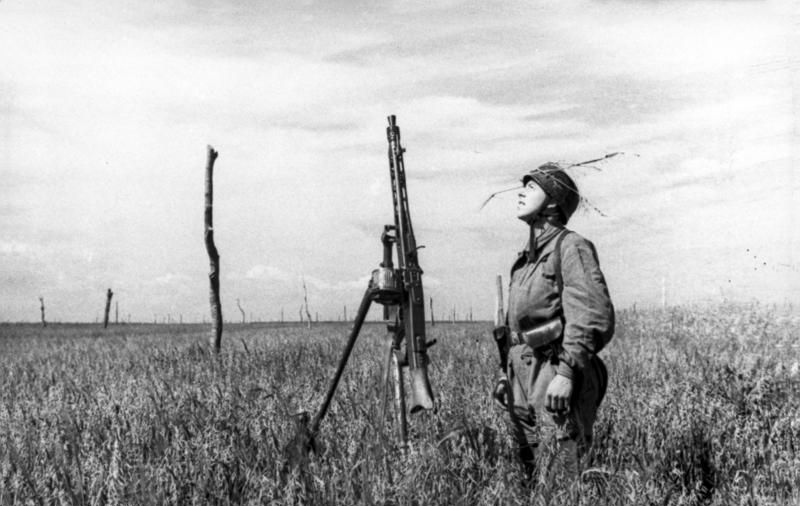
MG42 auf Fliegerdreibein
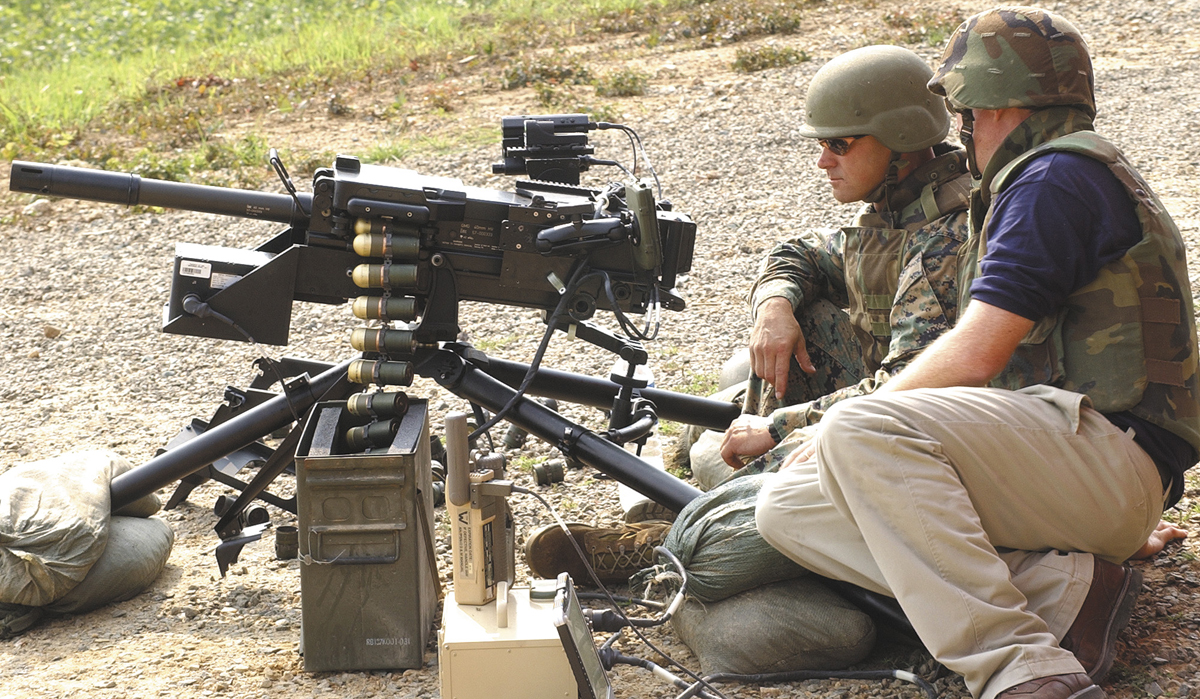
HK GMW (kurz für Heckler & Koch Granatmaschinenwaffe)
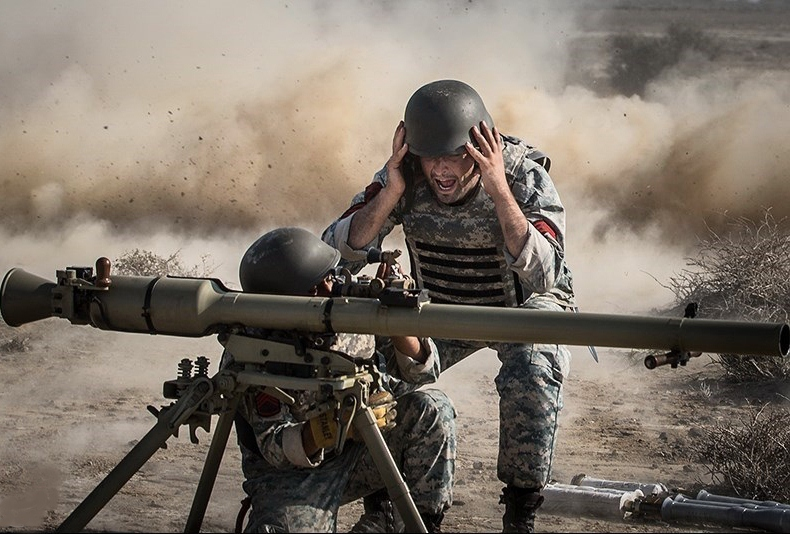
Rückstoßfreies Geschütz SPG-9
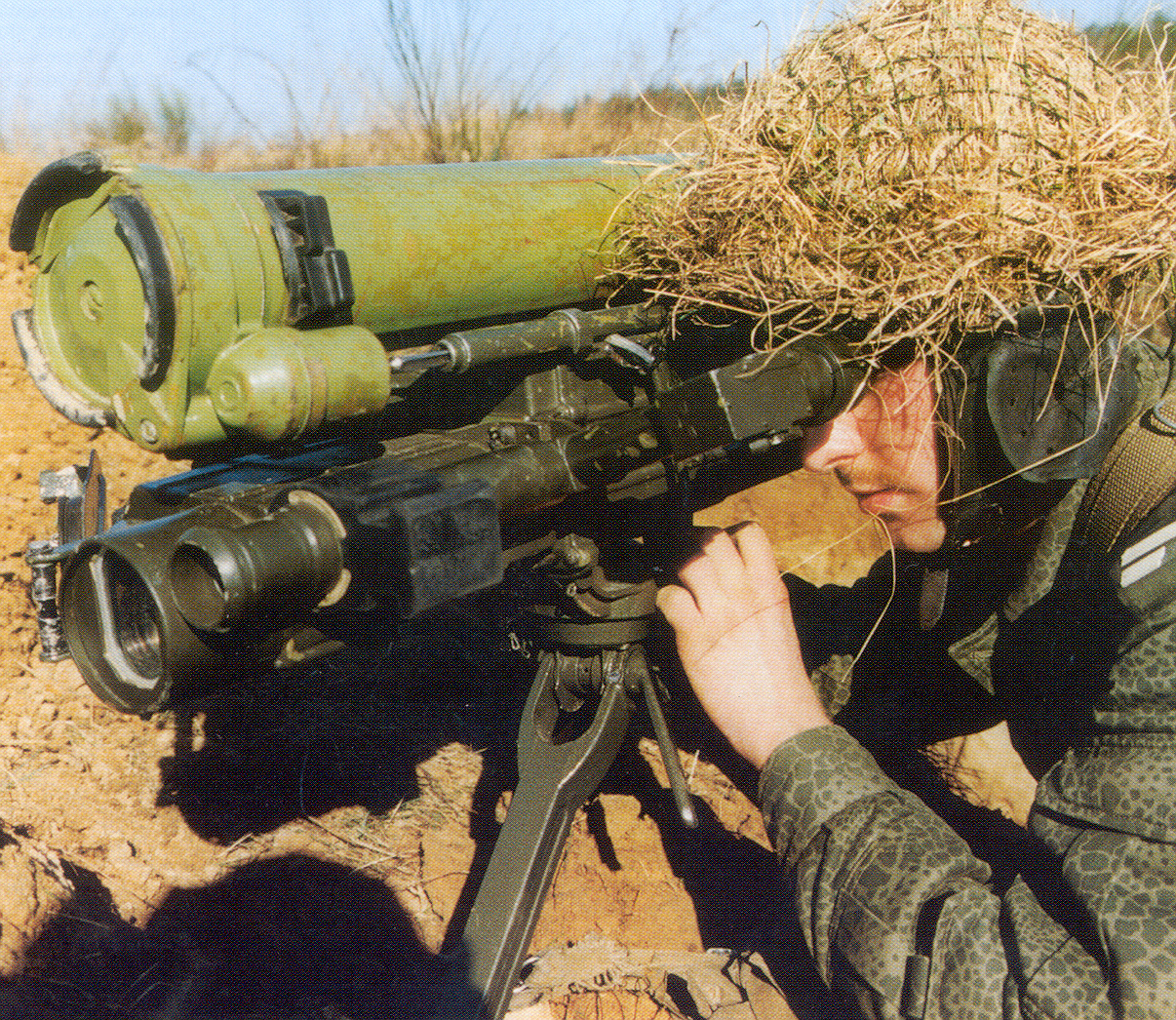
Panzerabwehrlenkwaffe 9K115 Metis auf einer 9P152-Dreibeinlafette
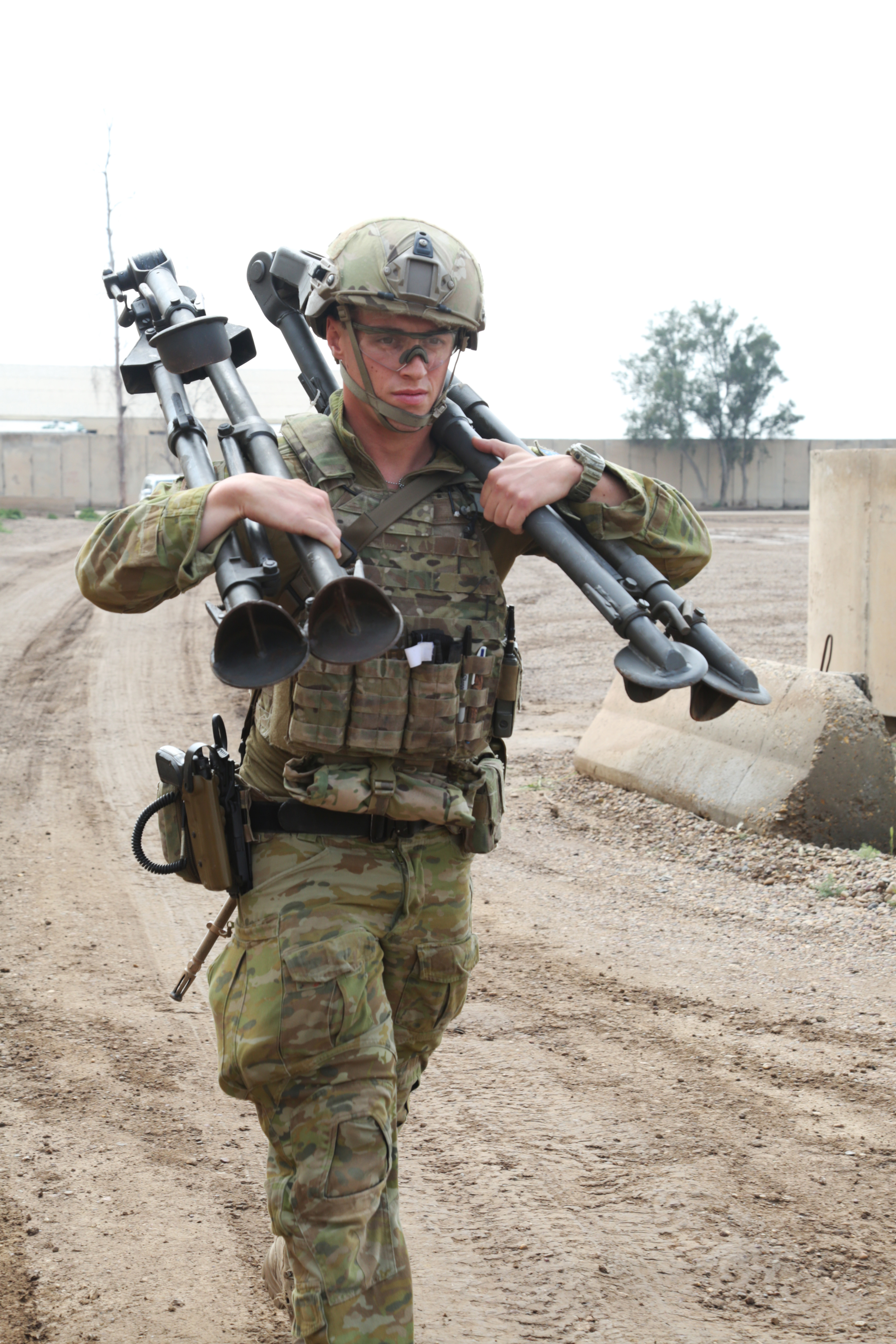
Australischer Soldat mit zwei zusammengeklappten Dreibeinen
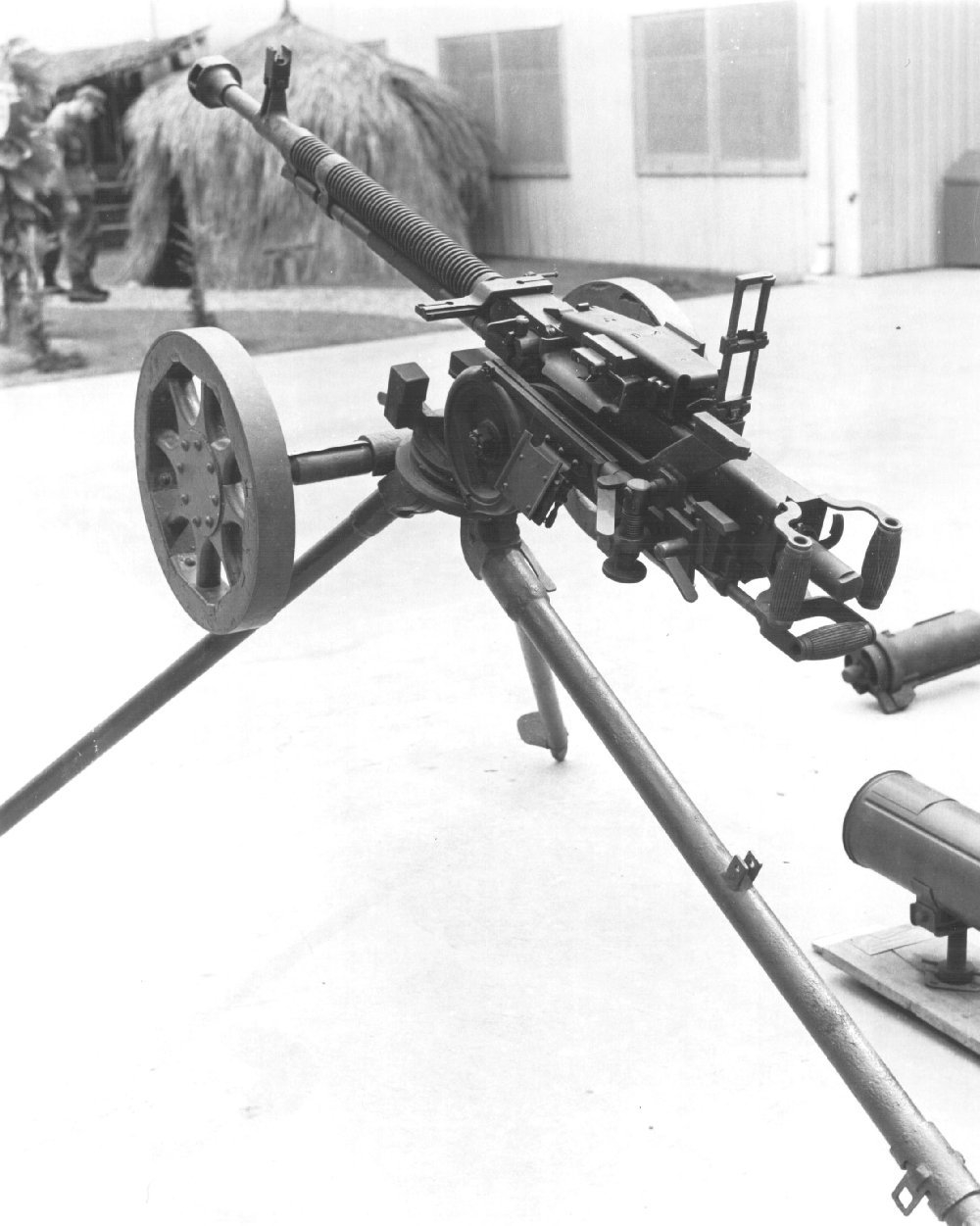
DSchK mit Dreibein
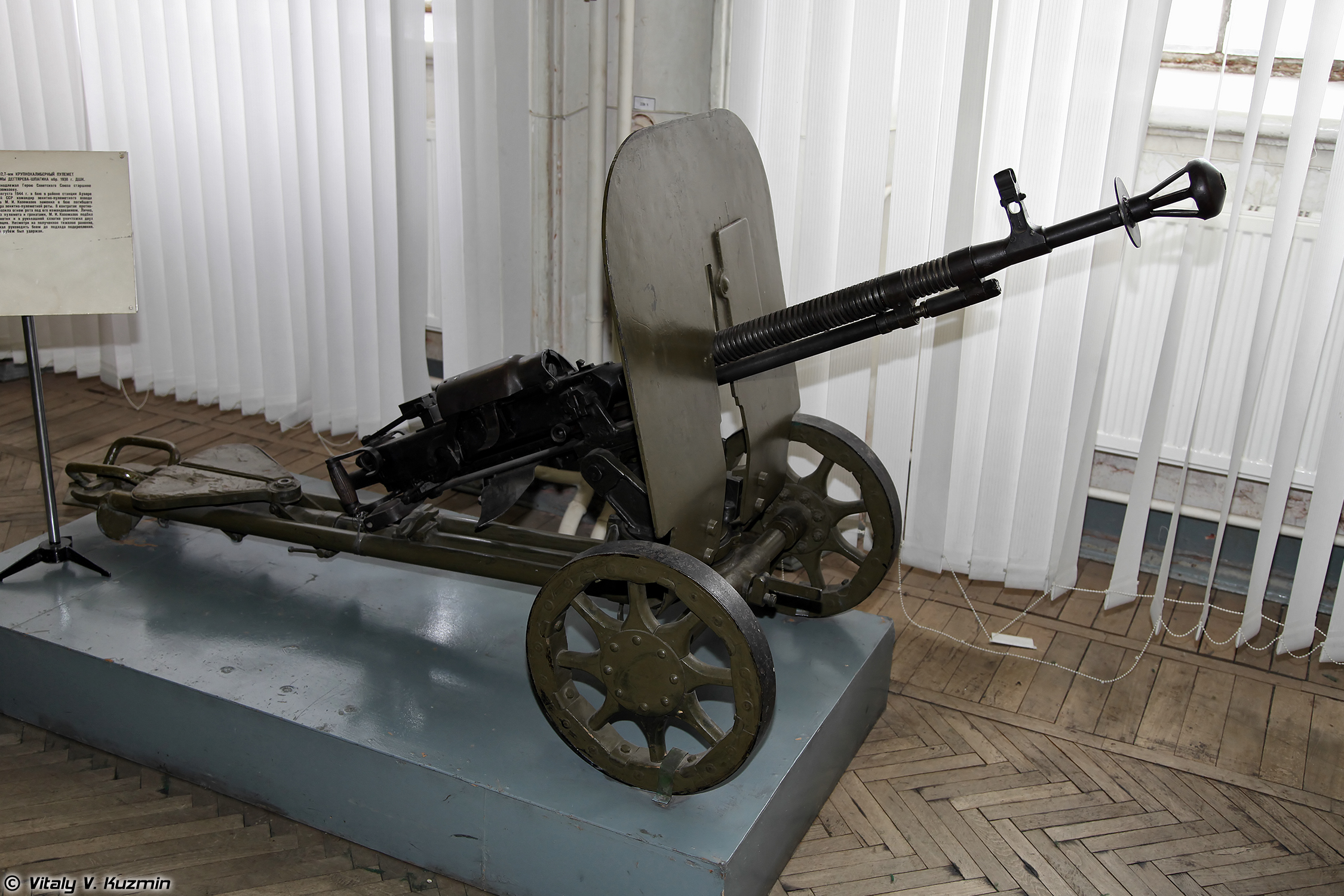
Dreibein des DSchK wurde zur Radlafette mit Schützensitz umgebaut